# Hysterographium
Hysterographium — рід грибів родини Hysteriaceae. Назва вперше опублікована 1842 року.

## Галерея

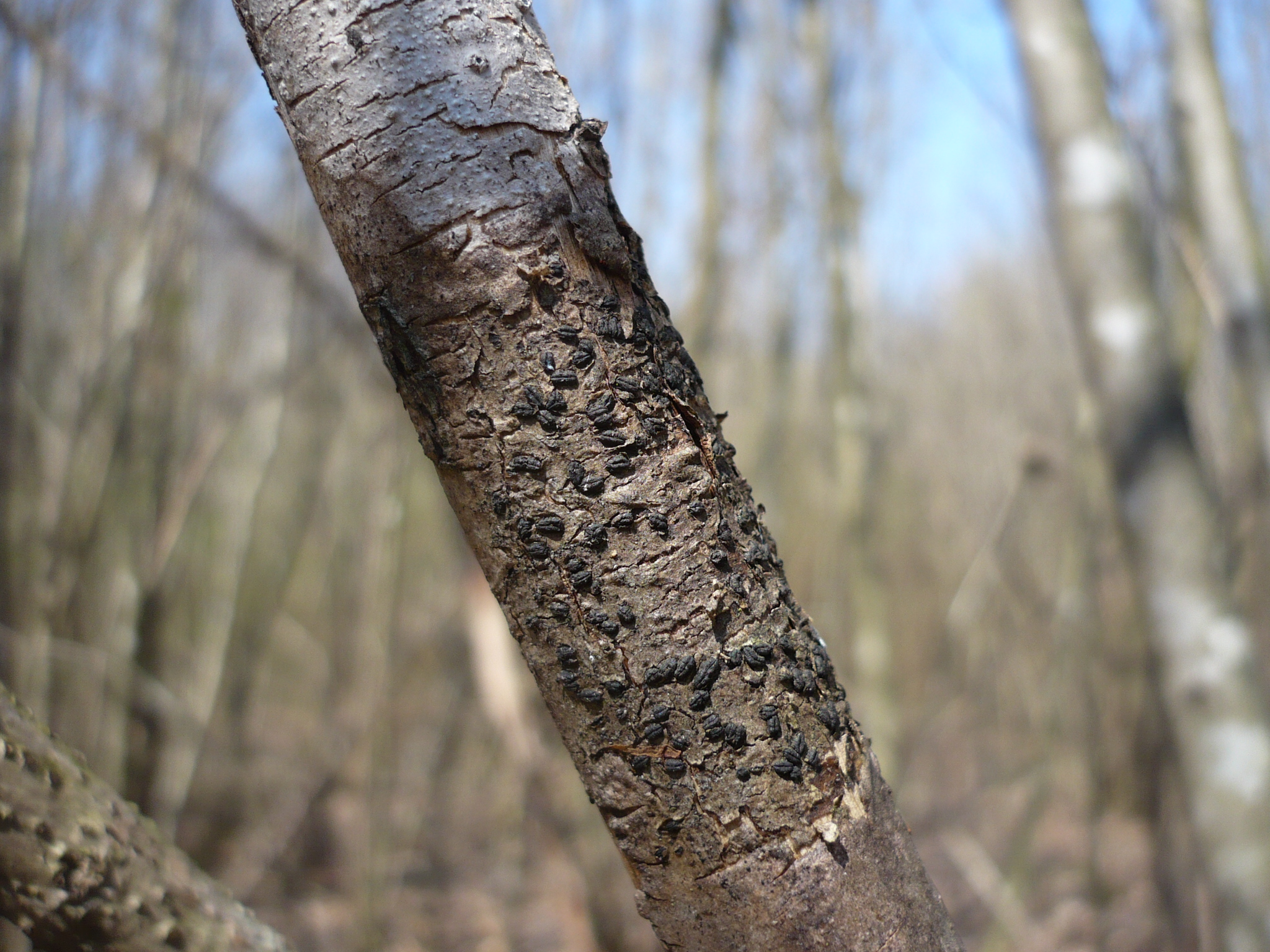
Hysterographium fraxini